# Calvin Hill
Calvin G. Hill (Baltimora, 2 gennaio 1947) è un ex giocatore di football americano statunitense che ha giocato nel ruolo di running back nella National Football League (NFL). Fu scelto nel corso del primo giro (24º assoluto) del Draft NFL 1969 dai Dallas Cowboys. Al college ha giocato a football alla Yale University.

## Carriera professionistica

### Dallas Cowboys
Hill fu scelto nel corso del primo giro del Draft 1969 dai Dallas Cowboys, il primo giocatore della Ivy League a venire scelto nel primo giro del Draft. Nelle prime nove partite della sua stagione da rookie, Hill fu il miglior running back della NFL correndo 807 yard. Nella settimana 9 però, mentre stava correndo il record di franchigia di 150 yard nella vittoria 41-28 sui Washington Redskins, si infortunò a un dito del piede, perdendo le successive due sfide. Dopo che l'infortunio si rivelò essere una frattura, nelle ultime due gare della stagione Hill fu costretto a giocare con delle iniezioni di antidolorifici. La sua annata si concluse con 942 yard corse, a una media di 4,6 yard a portata, e 8 touchdown, venendo premiato come rookie offensivo dell'anno e convocato per il Pro Bowl.
Dopo nove gare della sua seconda stagione, Hill si infortunò alla schiena, giocando poco nel resto dell'anno e correndo 577 yard a una media di 3,8 yard a portata. In una gara del 1971 contro i New York Giants, si ruppe il legamento crociato anteriore. Saltò sei partite e tentò di tornare nella finale della NFC ma si infortunò nuovamente a un ginocchio segnando un touchdown.
Nel 1972, dopo che i Cowboys scambiarono Duane Thomas coi San Diego Chargers, Calvin divenne il primo giocatore della storia dei Cowboys a superare le mille yard corse in una stagione, correndone 1.045. L'anno successivo superò il suo stesso primato, correndo 1.142 yard e segnando sei touchdown.
Hill giocò a Dallas per sei stagioni, contribuendo alla vittoria del Super Bowl VI e a due finali della NFC. Coi Cowboys ebbe delle annate di alto profiolo, venendo convocato per quattro Pro Bowl (1969, 1972, 1973, 1974) e inserito due volte nella formazione ideale della stagione All-Pro (1969, 1973).

### World Football League
Nel 1975, Hill firmò con gli Hawaiians della World Football League (WFL). Vi giocò per tre partite, correndo 49 volte per 218 yard senza touchdown, prima di infortunarsi al legamento mediale collaterale del ginocchio destro. Quando la lega fallì, fece ritorno nella NFL.

### Washington Redskins
Nel 1976, Hill firmò come free agent coi Washington Redskins, non riuscendo però a tornare ai livelli di un tempo. In due stagioni come running back di riserva corse 558 yard e ricevette 25 passaggi, prima di venire scambiato coi Cleveland Browns.

### Cleveland Browns
Hill giocò quattro stagioni coi Browns, soprattutto come running back nelle situazioni di terzo down, ritirandosi dopo la stagione 1981.
Hill giocò nella NFL per dodici stagioni correndo 6.083 yard e segnando 42 touchdown. Inoltre ricevette 2.861 yard e segnò altri 23 touchdown su ricezione.

## Palmarès
- Vincitore del Super Bowl VI
- (4) Pro Bowl (1969, 1972, 1973, 1974)
- (2) All-Pro (1969, 1973)
- Rookie offensivo dell'anno (1969)

## Statistiche
| Yard corse         | 6.083 |
| Media              | 4,2   |
| Touchdown su corsa | 42    |

## Vita privata
Sua moglie, Janet Hill, è laureata al Wellesley College, dove condivise la stanza con Hillary Clinton. Essi sono i genitori dell'ex giocatore della NBA Grant Hill. Hill fu premiato come rookie dell'anno nel 1969 e ventisei anni dopo, suo figlio Grant vinse lo stesso premio nella NBA, condividendolo con Jason Kidd.